# Roska község
Roska község (románul: Comuna Râșca) község Kolozs megyében, Romániában. Központja Roska, beosztott falvai Dealu Mare, Felsőszamos, Mărcești.

## Fekvése
Kolozs megye nyugati részén, Kolozsvártól 55, Bánffyhunyadtól 25 kilométerre található. Jósikafalva irányából a DJ 103K megyei úton közelíthető meg. A község területén, a Bélesi-víztározó mellett helyezkedik el Fântânele üdülőtelep.

## Népessége
1850-től a népesség alábbiak szerint alakult:
| Lakosok száma | 155  | 238  | 327  | 1813 | 2491 | 2664 | 2109 | 1814 | 1446 | 1180 |
|               | 1850 | 1880 | 1900 | 1930 | 1941 | 1977 | 1992 | 2002 | 2011 | 2021 |

A 2011-es népszámlálás adatai alapján a község népessége 1446 fő volt, melynek 96,36-a román. Vallási hovatartozás szempontjából a lakosság 92,12%-a ortodox, 4,36%-a pünkösdista.

## Nevezetességei
A község területén nincsenek műemlékek.
Megyei szinten védett területek:
- a Bélesi-víztározó
- a Meleg-Szamos szorosa
- a Hideg-Szamos völgye